# Trigonoptera nervosa
Trigonoptera nervosa là một loài bọ cánh cứng trong họ Cerambycidae.